# سيمون كوب
سيمون كوب (بالإنجليزية: Simon Cope)‏ هو دراج بريطاني، ولد في 22 مارس 1966 في جنوب لندن في المملكة المتحدة.